# Lekaneleo roskellyae
Lekaneleo roskellyae — викопний австралійський м'ясоїдний ссавець родини Thylacoleonidae (Сумчастолевові). Описаний у 1997 році як Priscileo roskellyae. У 2020 році перенесений у власний рід Lekaneleo.

## Етимологія
Видова назва «roskellyae» дана «на честь колишнього австралійського міністра у справах мистецтв, спорту, охорони навколишнього середовища, туризму і територій, пана Роса Келлі, який надав значну підтримку проекту Ріверслі.» 

## Опис
Рештки Lekaneleo roskellyae знайдені у Ріверслі, північно-західний Квінсленд. L. roskellyae відрізняється від усіх видів Wakaleo меншими розмірами: P3 L. roskellyae це приблизно 1/3 довжини Р3 Wakaleo alcootaensis, 1/2 довжини Р3 Wakaleo vanderleueri, і 2/3 довжини нового Wakaleo з Ріверслі. L. roskellyae відрізняється від Thylacoleo теж меншими розмірами: P3 бути приблизно 1/3 довжини P3 Thylacoleo hilli і 1/6 довжини P3 Thylacoleo carnifex. Priscileo pitikantensis і L. roskellyae відрізняються формою М2, положенням передньої бази виличної дуги, конкретні відмінності заснований на різниці в розмірах між цими двома видами, P. pitikantensis на 33 % більший.